# Hans Drinneberg

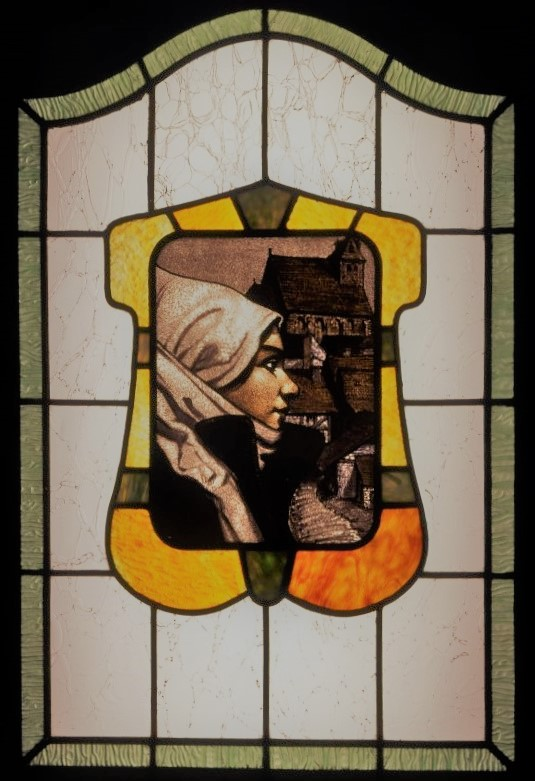
Herbst, Glasmalerei von Hans Drinneberg (um 1900) im Badischen Landesmuseum.

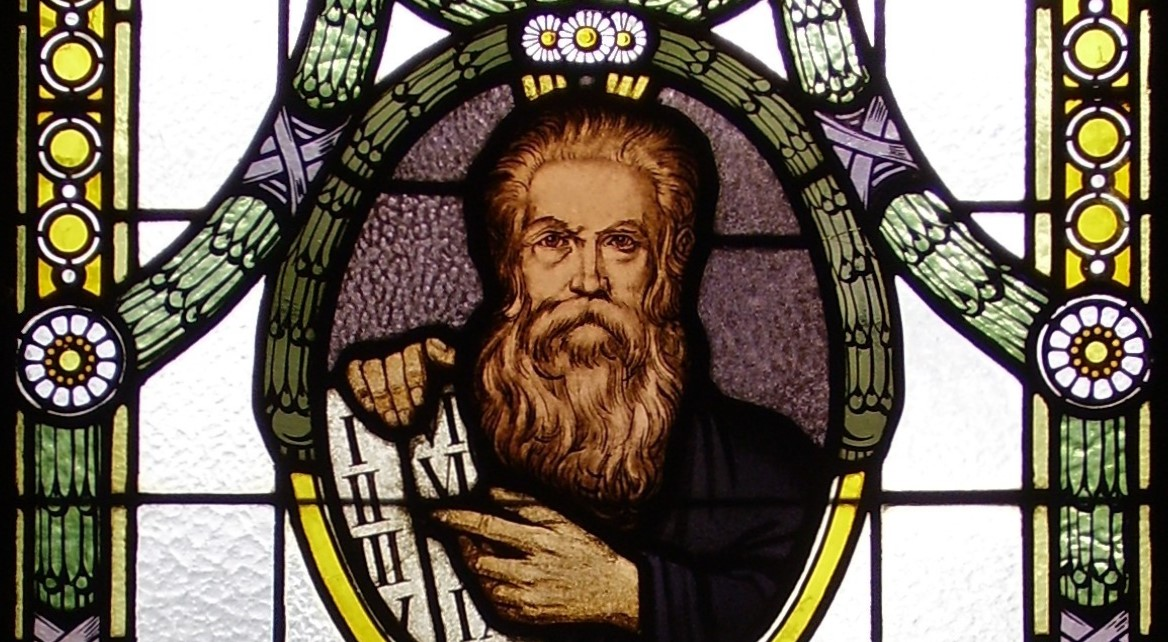
Mose mit Gesetzestafeln, Glasmalerei von Hans Drinneberg, 1908 in der Auferstehungskirche Rüppurr.

Johann (Hans) Georg Drinneberg (* 3. März 1852 in Offenbach am Main; † 2. August 1931 in Karlsruhe) war ein Glasmaler und Kunstsammler in Karlsruhe.

## Leben
Hans Drinneberg lernte Glasmalerei in einer führenden Werkstätte in München, arbeitete zunächst in Offenburg und machte sich 1878 in Karlsruhe selbstständig. Seine Ausbildung hatte er in der Offenburger Firma von Otto Vittali und Tell Geck erhalten. Drinnebergs „Anstalt für Glasmalerei und Kunstverglasung“ bekam zahlreiche internationale Preise. Von Bedeutung sind dabei die Weltausstellung von 1893 in Chicago, die Prima Esposizione Internazionale d’Arte Decorativa Moderna in Turin 1902 und die Weltausstellung von 1904 in St. Louis. Drinneberg wurde einer der bekanntesten Künstlerpersönlichkeiten seiner Zeit in Karlsruhe.
Drinneberg hat viele Kirchen und Profanbauten mit eindrucksvollen Glasmalereien und Kunstverglasungen nach eigenen und gegebenen Entwürfen in verschiedenen Stilarten ausgestattet. Durch Kriegseinwirkungen sind viele seiner Werke verloren gegangen. Auch als Kunstsammler spielte Drinneberg in Karlsruhe eine wichtige Rolle. Seine Gemäldesammlung wurde noch vor seinem Tod von der Stadt Karlsruhe übernommen, 1942 verbrannte sie aber größtenteils. In der evangelischen Auferstehungskirche Rüppurr sind alle 19 von Drinneberg 1908 geschaffenen Fenster wieder vollständig, nachdem Kriegsschäden durch originalgetreue Restauration behoben wurden.

## Kirchen und Profanbauten mit Werken von Drinneberg

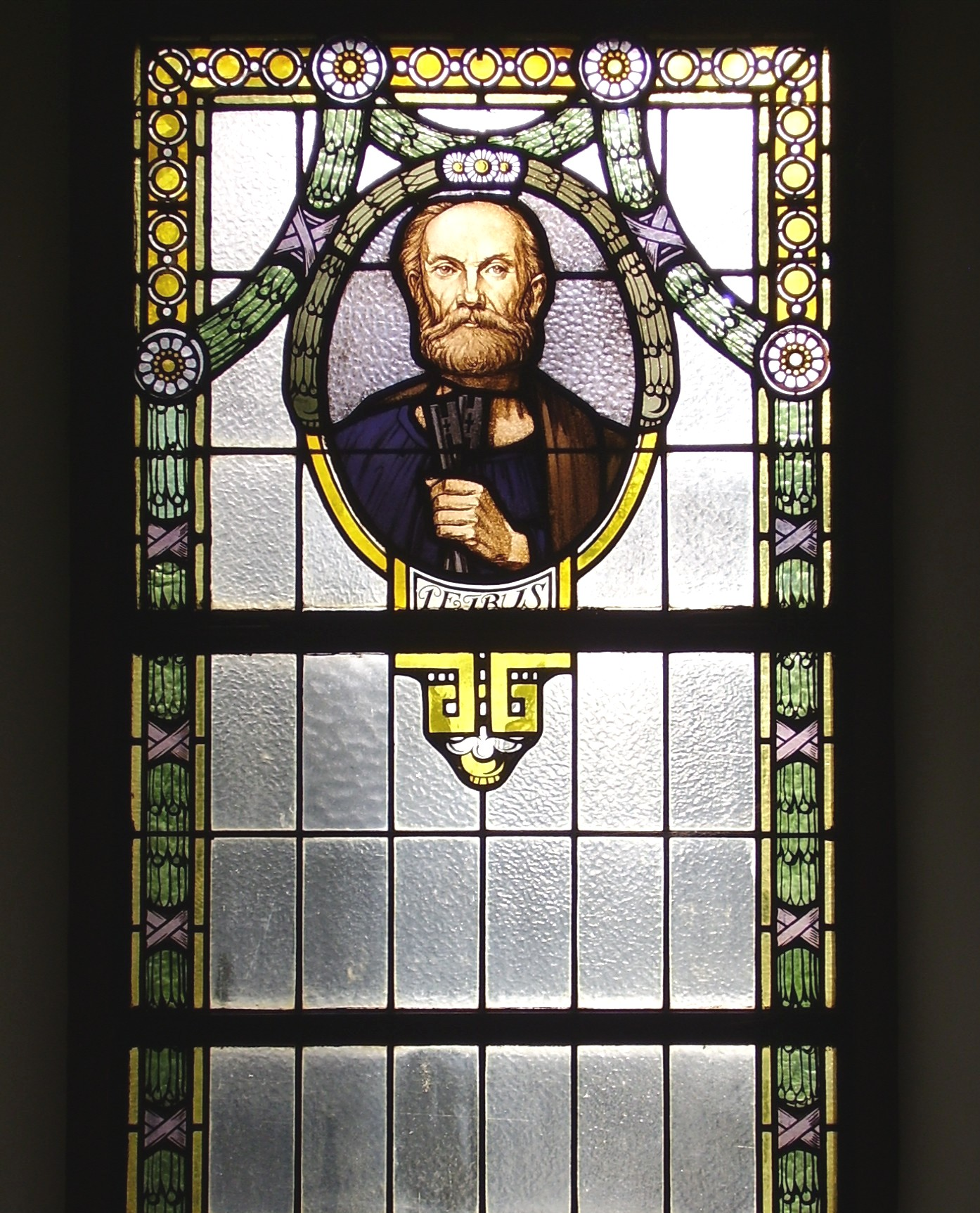
Petrus, Glasmalerei von Hans Drinneberg, 1908 in der Auferstehungskirche Rüppurr.

- Lutherkirche Karlsruhe (Bildfenster im Krieg zerstört)
- Bonifatiuskirche Karlsruhe (Bildfenster im Krieg zerstört)
- Christuskirche Odessa
- Evang. Kirche Neureut-Nord
- Kath. Pfarr- und Wallfahrtskirche Moosbronn
- Pfarrkirche St. Lucia Grünwettersbach (Chorfenster von 1890 wurde 1944 bei Luftangriff zerstört)
- Auferstehungskirche Rüppurr (19 Bildfenster)
- Dorfkirche Bernbach bei Bad Herrenalb (4 Bildfenster verschollen)
- Kapelle des Städtischen Klinikums Karlsruhe (Rosettenfenster)
- Börse Odessa
- Weltausstellungen Chicago, Turin und St. Louis
- Villa Schwedler Karlsruhe
- Villa Dr. K. Bensinger Mannheim
- Vierteiliger Jahreszeitenzyklus (die 3 Bildfenster Sommer, Herbst und Winter befinden sich im Badischen Landesmuseum)
- Chorraumfenster in St. Peter und Paul (Grießen), 1901
- Chorfenster für die Christuskirche in Tiengen, 1906
- Münster Unserer Lieben Frau Radolfzell, Hausherrenfenster, 1890